# Rio Araguaia
Der Rio Araguaia ist ein linker Nebenfluss des Rio Tocantins. Er führt am Zusammenfluss mit rund 5500 m³/s deutlich mehr Wasser als der Tocantins und ist mit 2198 km Länge einer der bedeutendsten Flüsse Brasiliens. Sein Verlauf bildet die Grenze mehrerer brasilianischer Bundesstaaten. Der Name bedeutet in der Tupi-Sprache „Fluss der Aras“.

## Flusslauf
Der Araguaia entspringt im Mato-Grosso-Plateau im Bundesstaat Goiás nahe dem Dreiländereck von Goiás, Mato Grosso do Sul und Mato Grosso
westlich der GO-341 und der Grenze des Parque Nacional das Emas. Von dort fließt er nördlich auf der Grenze zwischen den Bundesstaaten Mato Grosso und Goiás, später Mato Grosso und Tocantins, und zuletzt Pará und Tocantins.
An seinem in weiter Schwemmlandebene breit dahinfließenden Mittellauf teilt sich der Fluss in zwei Arme, die später wieder zusammenfließen und so die Ilha do Bananal bilden, die größte Flussinsel der Erde. Dort befindet sich der Nationalpark Araguaia, der auch Siedlungsgebiet der Karajá-Indios ist. Unterhalb der Ebene bildet der Araguaia mehrere Stromschnellen und schluchtartige Engen. Er mündet bei São João in den Rio Tocantins, den er an Länge, Einzugsgebiet und Wasserführung übertrifft (5507 m³/s gegenüber 4527 m³/s des Tocantins).
Im Rio Araguaia lebt unter anderem Arapaima gigas, einer der größten Süßwasserfische, und der Flussdelfin Inia araguaiaensis.

## Zuflüsse
Übersicht der längsten Zuflüsse des Rio Araguaia:
| Linke Zuflüsse | Rechte Zuflüsse |
| | |
| - Rio Diamantino - Rio das Garcas - Rio Cristalino - Rio das Mortes - Ribeirâo Crisóstomo - Ribeirâo Beleza - Ribeirâo Santana - Campo Alegre - Rio Inajá - Ribeirâo Santa Maria | - Rio Babilônia - Rio Caiapó - Rio Claro - Rio Vermelho - Rio do Peixe - Rio Crixás-Açu - Rio Javaés oder Braço Menor do Araguaia (Nebenstrom rechts resp. östlich der Ilha do Bananal) - Rio do Cóco - Rio Caiapo - Rio Piranhas - Rio Bananal - Rio Muricizal - Rio Lontra - Rio Cordâ - Rio Piranha |